# Sa Long Cương

Phù hiệu

Sa Long Cương (Chữ Hán: 沙龍崗) là tên một võ đường dạy võ cổ truyền Việt Nam. Ngày nay, Sa Long Cương được hiểu là một nhánh võ thuộc vùng đất võ Bình Định với tên đầy đủ là "Võ thuật cổ truyền Việt Nam - Bình Định - Sa Long Cương". Môn phái này có nguồn gốc từ vùng đất Nam Trung Bộ. Sa Long Cương có nghĩa là Rồng nằm đồi cát, đó là biệt hiệu của người sáng lập võ đường này.